# HTTP referer
HTTP referer (z ang. refer - odsyłać) – adres strony internetowej, z której użytkownik został przekierowany za pomocą odnośnika. Przeglądarka internetowa przekazuje referrer serwerowi WWW w nagłówku żądania HTTP.

## Przykład
Jeśli na hipotetycznej stronie http://www.example.org/referring_page znajdowałby się link do niniejszego artykułu i użytkownik kliknąłby w ten odnośnik, jego przeglądarka wysłałaby do serwera Wikipedii żądanie, którego nagłówek zawierałby między innymi następujące wartości:
```
GET /wiki/HTTP%20referer HTTP/1.1
Host: pl.wikipedia.org

Referer
: 
http://www.example.org/referring_page
```

Specyfikacja protokołu HTTP zaleca twórcom przeglądarek udostępnienie opcji wyłączenia przesyłania referrera w celu ochrony prywatności użytkowników.

## Zastosowania
Serwery WWW zapisują w logach odwołania do serwowanych stron wraz z referrerem i informacją o przeglądarce użytkownika. Webmaster może skorzystać z tych danych do sporządzenia zestawień statystycznych i analizy stron źródłowych, z których użytkownicy trafiają do serwisu.
Wartość referrera może być również zastosowana na etapie serwowania zasobów. Niektóre serwery WWW wykorzystują referrery do sprawdzenia, czy adres strony źródłowej pochodzi z tego samego serwera, aby zapobiec osadzaniu materiałów multimedialnych w obcych stronach (tzw. hotlinking lub inline linking).

## Pisownia
Poprawna pisownia angielskiego słowa odsyłacz (referrer) zawiera podwojone środkowe r. W pierwotnym tekście standardu (RFC 2068 ↓) wystąpił błąd ortograficzny, którego postanowiono już nie poprawiać w nowszych wersjach. W innych sytuacjach stosuje się poprawną pisownię (np. document.referrer w języku JavaScript).